# Copa Panamericana
De Copa Panamericana was een internationaal voetbaltoernooi wat in 2007 georganiseerd werd door DIRECTV, een televisiemaatschappij uit de Verenigde Staten.
Het toernooi werd niet georganiseerd door een voetbalbond en was derhalve niet officieel erkend. Aan het toernooi deden vertegenwoordigers uit Noord- en Zuid-Amerika mee.

## Copa Panamericana 2007
De enige editie van het toernooi werd van 16 tot en met 22 juli 2007 gehouden in Phoenix (Arizona) in de Verenigde Staten. De winnaar verdiende 250.000 dollar. Alle wedstrijden werden gespeeld in het University of Phoenix Stadium wat ruimte biedt aan 70.000 toeschouwers.
Er werd gespeeld in twee poules van drie. In de finale won het Mexicaanse Cruz Azul met 3-1 van het Argentijnse Boca Juniors, de winnaar van de Copa Libertadores. Israel López van Cruz Azul werd topscorer van het toernooi met drie doelpunten.
De deelnemers waren:
- Alianza Lima (Peru)
- Boca Juniors (Argentinië)
- Cracas (Venezuela)
- Club América (Mexico)
- Cruz Azul (Mexico)
- Deportivo Cali (Colombia)